# Communauté de communes du Piémont d'Alaric
La  communauté de communes du Piémont d'Alaric  est une ancienne communauté de communes française, située dans le département de l'Aude.

## Histoire
La communauté de communes est dissoute le 31 décembre 2016. Les communes de Roquecourbe-Minervois et Saint-Couat-d'Aude rejoignent la communauté de communes de la Région Lézignanaise, Corbières et Minervois. Les communes de Capendu, Badens, Barbaira, Blomac, Comigne, Douzens, Floure, Marseillette et Monze intègrent Carcassonne Agglo.

## Composition
La communauté de communes regroupe 11 communes.
| Nom                   | Code Insee | Gentilé        | Superficie (km2) | Population (dernière pop. légale) | Densité (hab./km2) |
| --------------------- | ---------- | -------------- | ---------------- | --------------------------------- | ------------------ |
| Capendu (siège)       | 11068      | Capenduciens   | 15,12            | 1 532 (2014)                      | 101                |
| Badens                | 11023      | Badenois       | 9,60             | 797 (2014)                        | 83                 |
| Barbaira              | 11027      | Barbairanais   | 9,40             | 731 (2014)                        | 78                 |
| Blomac                | 11042      | Blomacois      | 8,41             | 221 (2014)                        | 26                 |
| Comigne               | 11095      | Comignanais    | 9,24             | 306 (2014)                        | 33                 |
| Douzens               | 11122      | Douzenois      | 14,91            | 710 (2014)                        | 48                 |
| Floure                | 11146      | Flouréens      | 4,25             | 402 (2014)                        | 95                 |
| Marseillette          | 11220      | Marseillettois | 11,17            | 715 (2014)                        | 64                 |
| Monze                 | 11257      | Monzois        | 13,96            | 216 (2014)                        | 15                 |
| Roquecourbe-Minervois | 11318      | Roquecourbois  | 3,62             | 120 (2014)                        | 33                 |
| Saint-Couat-d'Aude    | 11337      | Saint-Couatais | 5,38             | 409 (2014)                        | 76                 |